# NGC 7010
NGC 7010 é uma galáxia elíptica (E) localizada na direcção da constelação de Aquarius. Possui uma declinação de -12° 20' 16" e uma ascensão recta de 21 horas, 04 minutos e 39,4 segundos.
A galáxia NGC 7010 foi descoberta em 6 de agosto de 1823 por John Herschel.